# Ендікотт (Вашингтон)
Ендікотт (англ. Endicott) — місто (англ. town) в США, в окрузі Вітмен штату Вашингтон. Населення — 312 особи (2020).

## Географія
Ендікотт розташований за координатами 46°55′41″ пн. ш. 117°41′12″ зх. д. / 46.92806° пн. ш. 117.68667° зх. д. (46.927982, -117.686589).  За даними Бюро перепису населення США в 2010 році місто мало площу 0,74 км², уся площа — суходіл.

## Демографія
Згідно з переписом 2010 року, у місті мешкало 289 осіб у 141 домогосподарстві у складі 77 родин. Густота населення становила 390 осіб/км².  Було 165 помешкань (223/км²).
Расовий склад населення:
| - 96,2 % — білих - 3,1 % — корінних американців |

До двох чи більше рас належало 0,7 %. Частка іспаномовних становила 1,7 % від усіх жителів.
За віковим діапазоном населення розподілялося таким чином: 19,0 % — особи молодші 18 років, 60,2 % — особи у віці 18—64 років, 20,8 % — особи у віці 65 років та старші. Медіана віку мешканця становила 51,0 року. На 100 осіб жіночої статі у місті припадало 90,1 чоловіків;  на 100 жінок у віці від 18 років та старших — 87,2 чоловіків також старших 18 років.
Середній дохід на одне домашнє господарство  становив 43 188 доларів США (медіана — 33 750), а середній дохід на одну сім'ю — 57 218 доларів (медіана — 54 375). За межею бідності перебувало 20,5 % осіб, у тому числі 32,7 % дітей у віці до 18 років та 11,9 % осіб у віці 65 років та старших.
Цивільне працевлаштоване населення становило 107 осіб. Основні галузі зайнятості: освіта, охорона здоров'я та соціальна допомога — 27,1 %, роздрібна торгівля — 11,2 %, транспорт — 7,5 %, виробництво — 7,5 %.